# Franco Fornari
Pour les articles homonymes, voir Fornari.
Franco Fornari, né à Rivergaro, province de Plaisance, le 18 avril 1921, et mort à Milan le 20 mai 1985, est devenu neuropsychiatre puis psychanalyste avec une analyse chez Cesare Musatti.
Très tôt, il est influencé par Melanie Klein et Wilfred Bion.
Il est considéré comme un analyste de troisième génération et contribue au développement des idées et de la pensée de la psychanalyse italienne des années 1960 à 1980. Dans ses positions sur la question du deuil, il suggère également que le conflit est un mécanisme de défense contre la rage et la peur intérieure,.
Il est directeur de l'Institut de psychologie du Département de littérature et de philosophie de l'université de Milan. Ses recherches se concentrent sur les mécanismes menant à la guerre en identifiant les angoisses et fantasmes psychotiques qui régissent le comportement des individus en groupe.

## Publications
- Psychanalyse de la situation atomique, Gallimard Essais no 148, 1969,  (ISBN 2070269981)
- Sexualité et culture, Presses universitaires de France, 1980,  (ISBN 2130360491)
- (coll.)  L’institution et les institutions. Études psychanalytiques, Paris, Dunod, 1987.